# Colombarone (Pesaro)
L'area archeologica di Colombarone, in Strada San Cristoforo 136, si trova sull'ultimo tratto dell'antica via Flaminia che da Pesaro giungeva fino a Rimini, nelle vicinanze dei centri di Gradara e Gabicce Mare in provincia di Pesaro-Urbino. L'area archeologica si trova all'interno del Parco naturale regionale del Monte San Bartolo. L’area di Colombarone ha riaperto al pubblico nel 2016 ed a essa si è aggiunto l’Antiquarium nel 2019. Il progetto promosso da MIBAC/Soprintendenza Archeologia, Belle Arti e Paesaggio delle Marche, Ales arte lavoro e servizi spa, Comune di Pesaro, Alma Mater Studiorum Università di Bologna, Ente Parco San Bartolo. Il sito di Colombarone appartiene alla regione della Romagna storica.

## Scavi
Il sito di Colombarone fu già oggetto di scavi nel XVIII secolo da parte dell'erudito pesarese Annibale degli Abati Olivieri. In questa sua ricerca l'Olivieri ipotizzò d'aver trovato l'antica Basilica di S.Cristoforo Ad Aquilam che, secondo il liber pontificalis, nel 743 d.C. fu luogo d'incontro tra l'esarca Eutichio e Papa Zaccaria. Le strutture rinvenute vennero così riportate su pianta dall'architetto Gian Andrea Lazzarini.
Le ricerche dell'Olivieri sono state riprese soltanto nel 1980, nel momento in cui gli studiosi “riscoprono” la pianta del Lazzarini. Nel 1983 il Comune di Pesaro e il Dipartimento di Archeologia dell'Università di Bologna, prima con Nereo Alfieri e poi con Pier Luigi Dall'Aglio, danno il via ai lavori di scavo che portano dopo venticinque anni di attività, luglio 2008, ad aprire il sito ai visitatori. Nel complesso gli scavi hanno dato ragione all'Olivieri riguardo alla presenza in loco dell'antica Basilica, ma si è scoperto che i ritrovamenti effettuati dallo studioso pesarese riguardano una villa tardo romana del IV secolo.

## La storia e i reperti
Il complesso residenziale d'età tardo romana, uno dei pochi della regione Marche, è costituito da cinque ambienti allineati tra loro con pavimenti a mosaico policromi e in bianco e nero che, caratterizzati da motivi geometrici e floreali. La villa acquisisce notevole importanza anche per la qualità dei resti messi in luce, tra cui bracciali e monete d'oro, anfore di provenienza orientale giunte con il commercio, tubazioni di bronzo e un bellissimo capitello.
La residenza probabilmente distrutta durante le devastazioni della guerra greco-gotica, prima di questo suo definitivo abbandono deve aver conosciuto una fase di decadenza, come dimostrano gl'interventi di ripavimentazione, resti di fornaci e focolari che la configurano non più come struttura residenziale, ma di tipo produttivo.
Nel VI secolo alcuni settori della struttura vengono abbandonati mentre quello che era di rappresentanza viene trasformato in chiesa cristiana; nasce in quel periodo quella che sarà la basilica altomedievale di San Cristoforo ad Aquilam.
Successivamente sopra i resti della villa, si sviluppa una necropoli la cui presenza è senz'altro riconducibile all'esistenza della basilica, lo rivela il ritrovamento di una tomba a fossa che aveva come fondo il mosaico di un vano della villa e, all'interno come corredo, un pettine d'osso databile all'VIII secolo.
Nei secoli a seguire la chiesa subisce più volte modifiche, assumendo dimensioni notevoli, fino poi a diventare una semplice pieve nel tardo medioevo. Alla fine del XII secolo la parte più antica viene demolita e al suo posto edificata la “Chiesola” (demolita nel 1858), di cui è stato recuperato un tratto di muro perimetrale.
Poco lontano, nell’Ottocento viene costruita una chiesetta e nei primi decenni del Novecento l’attuale parrocchia.

## Antiquarium

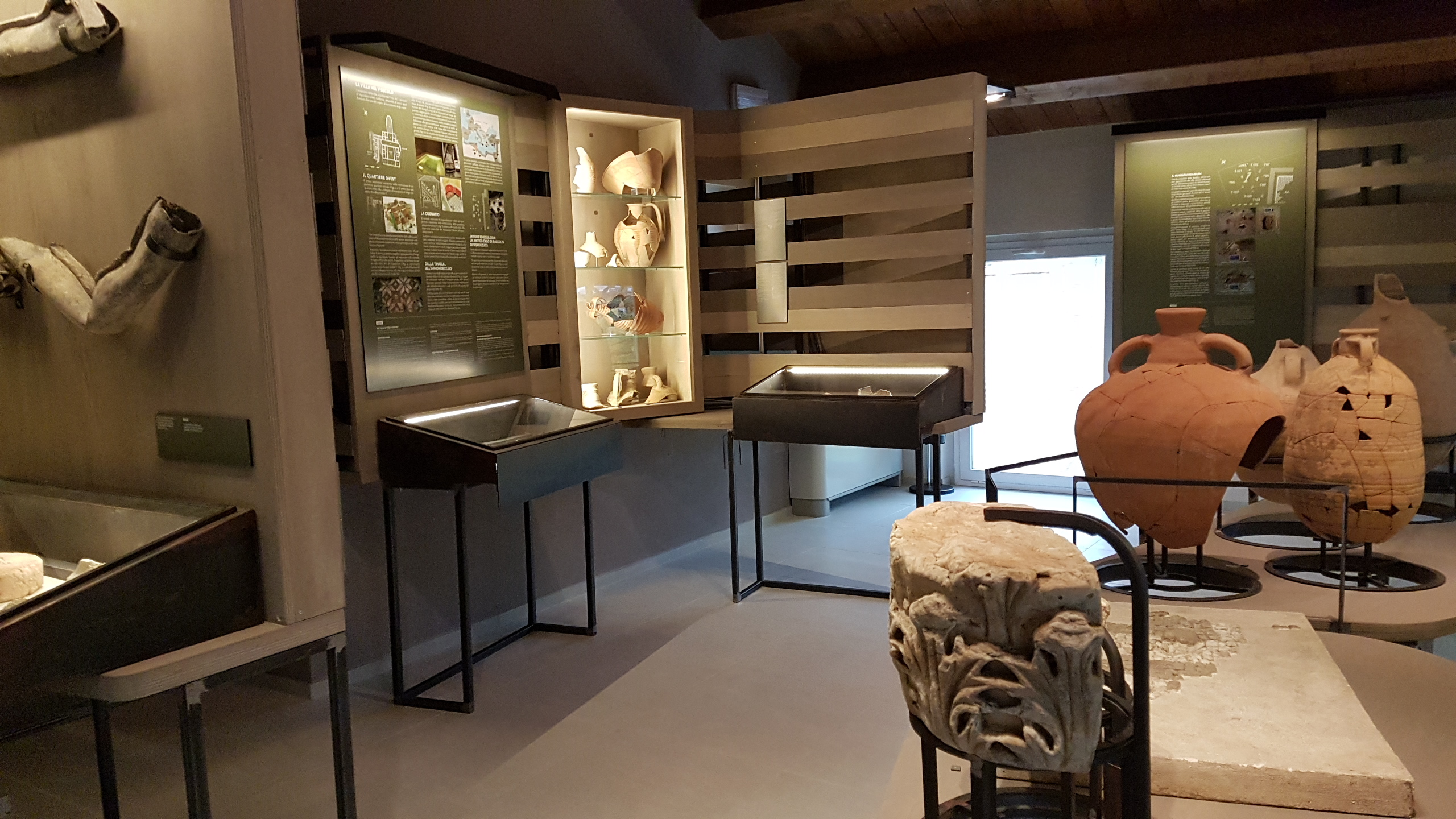
L'Antiquarium

L’Antiquarium ha sede negli spazi della chiesetta ottocentesca recuperata dal Comune di Pesaro.
Un video multimediale introduce al percorso con la ricostruzione degli ambienti della villa, ricchi di rivestimenti colorati e decorazioni parietali.
Il piccolo museo racconta la storia degli scavi, a partire dall’individuazione del sito ad opera di Annibale Degli Abbati Olivieri, ed espone i reperti rinvenuti nel corso delle successive ricerche.